# Amerhippus

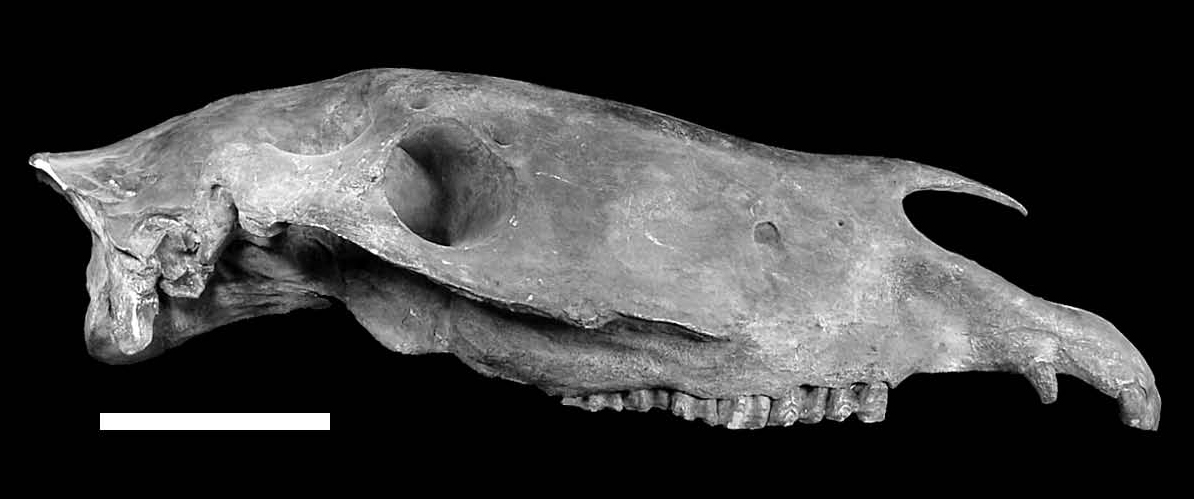
Cráneo de Amerhippus sp.

Equus (Amerhippus) es un subgénero del género Equus el cual agrupa a las 5 especies de dicho género de la familia Equidae, que vivieron en el Pleistoceno medio al Holoceno temprano de América del Sur, todas ellas se han extinguido. Los tamaños de estos mamíferos perisodáctilos, si bien eran robustos y bastante grandes, eran inferiores al de un caballo doméstico actual. Los materiales de mayor antigüedad provienen del Ensenadense de Tarija, y fueron fechados radiocarbónicamente con una edad de entre 1 millón y 700 mil años.

## Distribución
Sus especies se distribuyeron desde Colombia hasta la Región de los Lagos
en el sur de Chile.
Argentina
- Provincia de Salta
  - Campamento Vespucio (quebrada del Aguay). Especie: Equus sp.[1]

Chile
- Región de Coquimbo
  - Valle de Elqui Especie: Equus andium.
  - Los Vilos. Especie: Equus sp.
  - Quereo I. Especie: Equus sp.
  - Quereo II. Especie: Equus sp.
- Región de los Lagos
  - En el sitio arqueológico Pilauco bajo, Osorno. Especie: Equus sp.

Colombia
- Sabana de Bogotá

Ecuador(en depósitos asfálticos del Pleistoceno superior)
- Chalám. Especie: Equus andium.
- Quebrada de Otón. Especie: Equus andium.
- Quebrada Colorada, Punín. Especie: Equus andium.
- La Carolina, en la península de Santa Elena. Especie: Equus santaeelenae.
- Salinas Oil Fields, en la península de Santa Elena. Especie: Equus santaeelenae.
- Sitio El Cautivo, en la zona costera de la península de Santa Elena. Especie: Equus santaeelenae.

Venezuela(en depósitos asfálticos del Pleistoceno superior)
- Sitio Barbacoas, estado Lara. Especie: Equus andium.
- Río Claro, estado Lara. Especie: Equus sp.[2]
- Lago de Valencia, estado Carabobo. Especie: Equus sp.[2]
- Sitio Pleistoceno de San Miguel. Especie: Equus sp.[2]
- Sitio arqueológico de Taima-Taima, estado Falcón; (entre 10 030±90 y 13 390±130 años AP). Especie: Equus sp.[2]
- Sitio Muaco, estado Falcón; (Pleistoceno Superior,16 375±400 años AP). Especie: Equus santaeelenae.[2]

## Características
Amerhippus se caracteriza por presentar una mandíbula robusta, y sus miembros monodáctilos macizos y cortos. El cráneo exhibe una cresta supraoccipital ancha, y una flexión craneal destacada.
Su original creador, Robert Hoffstetter, señaló que Equus (Amerhippus) se distingue principalmente de Equus (Equus) por la ausencia completa de la cavidad en forma de cono comprimido —llamado cartucho externo o cornete— situada en el extremo libre de los incisivos inferiores. Esto sería el resultado de una evolución regresiva, y trae como resultado la pérdida de esmalte en la superficie que aplica masticación. Dos años más tarde agregó que el cúbito es más fuerte en Amerhippus que en otros subgéneros de Equus.
Otros autores encontraron adecuado separar en un subgénero propio a los Equus sudamericanos pues todas sus especies poseen unas características extremidades más cortas y robustas, un cráneo más grande (en relación con las proporciones corporales), y la misma morfología dentaria.
Cráneo
Su cráneo es grande (en relación con el esqueleto postcraneal), con una cresta supraoccipital con una marcada y afilada. La región preorbital y nasal es levemente excavada, y estrecha. Las mandíbulas son robustas. Los cóndilos occipitales tienden a estar separados ventralmente. La forma del vómer le permite alcanzar el proceso palatino del maxilar anterior al mismo. Los dientes superiores tienen triangulares (o subtriangulares) protoconos con el sector mesial más corto que el distal, presentando el esmalte con pliegues, en algunos casos. Los pliegues desarrollados son escasos en los bordes de las postfosetas y prefosetas de los dientes superiores.
Los dientes inferiores poseen, en su superficie oclusal, un bucle doble (metastílido —angular— y metacónido —redondeado—). El ectofléxido va de somero a profundo, y sólo en pocos m3 contacta con el linguafléxido, el cual es mayormente somero, más abierto sobre m1-m2, y más angular sobre p3-p4.
Esqueleto postcraneal
Todas las especies tienen robustos metápodos. Presentan, generalmente, algo acortado la parte distal de las extremidades (más marcado en la flexión distal del metatarso), aunque no llegan al grado de lo que ocurre en Hippidion.

## Hábitos y causas de su extinción

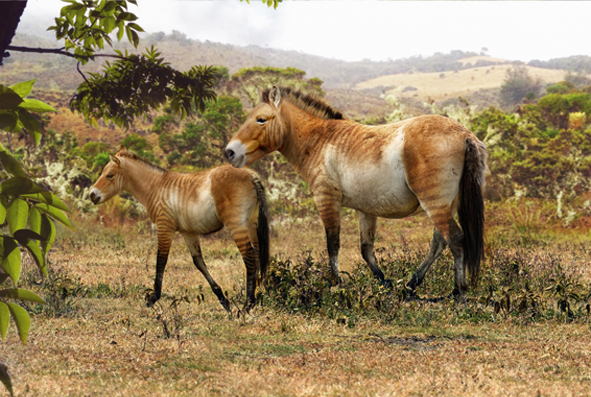
Reconstrucción de Amerhippus

Seguramente habitaban en espacios abiertos de estepas, praderas, o sabanas, en pequeños grupos que pastarían siempre atentos al peligro que representaban los variados predadores carnívoros. Su dieta era herbívora.
Sus especies vivieron hasta el final del Pleistoceno o el Holoceno temprano, por lo que convivieron durante algunos milenios con las primeras oleadas humanas llegadas a América del Sur, es decir los primitivos paleoamericanos. Estos, según los especialistas, ejercieron una presión cazadora que podría haber afectado el equilibrio poblacional, lo que podría ser una de las causas de su completa extinción.

## Taxonomía
El subgénero Amerhippus integra el género Equus, y agrupa las 5 paleoespecies de dicho género que vivieron en el Pleistoceno de América del Sur. Su especie tipo es Equus andium, y el tipo de la especie tipo procede de Ecuador.
Este taxón intermedio fue creado primeramente como género por el paleontólogo francés Robert Hoffstetter en el año 1950. Dos años después, en 1952, lo transfiere como subgénero de Equus.
El primer resto asignado a una especie del subgénero (un molar superior) fue encontrado por Charles Darwin en los acantilados de la costa marítima al este de Bahía Blanca, en el sudoeste de la provincia de Buenos Aires, durante su célebre viaje a bordo del HMS Beagle. Richard Owen lo identificó erróneamente como Equus caballos, y cinco años después lo denomina Equus curvidens.
El biocrón de este subgénero cubre el lapso Ensenadense-Lujanense. Los materiales de mayor antigüedad provienen del Ensenadense de Tarija, y fueron fechados radiocarbónicamente con una edad de entre 1 millón y 700 mil años. No se ha detectado algún tipo de solapamiento entre las distintas especies.